# Wallfahrtspsalm
Die Wallfahrtspsalmen (auch: Prozessionspsalmen, Gradualpsalmen) sind eine Gruppe kurzer Texteinheiten im biblischen Buch der Psalmen (Psalm 120 bis 134). Keine andere Psalmgruppe ist auf der Ebene der Psalterredaktion so deutlich als Einheit markiert.

## Die Überschrift
Alle fünfzehn Psalmen tragen die hebräische Überschrift שיר המעלות, ʃir hammaˤalôt, „Lied der Hinaufzüge.“ Zwar werden die Psalmenüberschriften generell als sekundär betrachtet und die Psalmen unabhängig von ihrer Überschrift analysiert, aber es gibt beim Wallfahrtspsalter eine exegetische Tradition, anders zu verfahren.

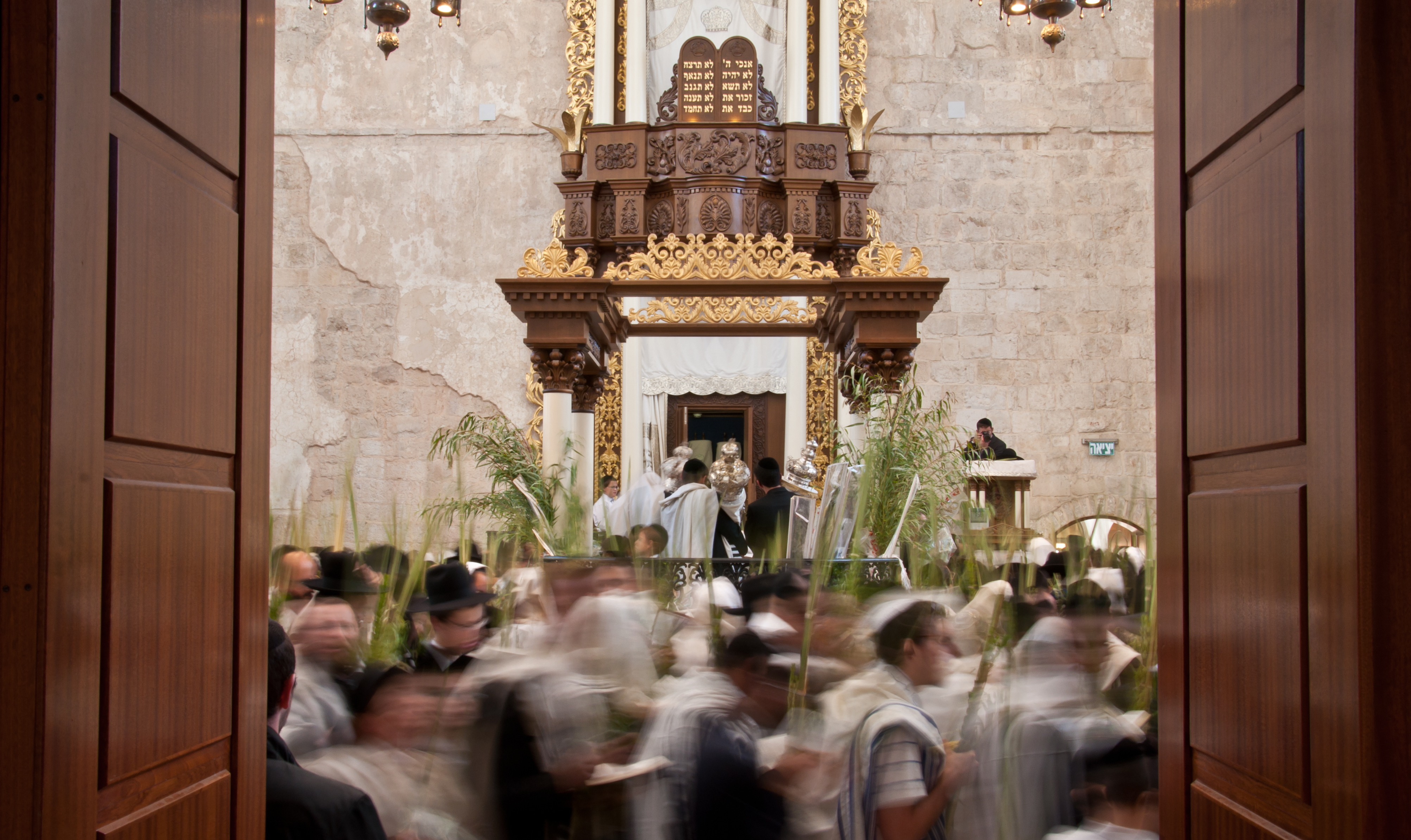
Unter den Jerusalemer Pilgerfesten war Sukkot besonders populär. (Foto: Hoschana Rabba an Sukkot, Hurva-Synagoge, Jerusalem)

### Ein Pilgerliederbuch
Weil das Hinaufziehen terminus technicus für den Weg nach Jerusalem ist (vgl. (Esra 7,9 )), liegt es nahe, hier eine Verbindung zu den drei Pilgerfesten der Tora (Pessach, Sukkot, Schawuot) anzunehmen. Aber unumstritten ist dies nicht, denn nur Psalm 122,4 bezieht sich auf den Pilgerweg nach Jerusalem. Wenn man annehmen will, dass der Wallfahrtspsalter ein Liederbuch der Festpilger auf ihrer Reise war, ist es merkwürdig, dass man mit dem dritten Lied bereits in Jerusalem angekommen ist. Andererseits beginnt die Sammlung mit Psalm 120 in maximaler Entfernung von Jerusalem und endet in Psalm 134 mitten im Tempel.
Irgendein liturgischer Ablauf, sei es auf der Reise oder in der Stadt Jerusalem, ist dem Wallfahrtspsalter nicht zu entnehmen; so bleibt nur, darin ein Meditationsbuch zu sehen, d. h. eine Art literarische Reise nach Jerusalem. „Am wahrscheinlichsten dürfte die Auffassung sein, die Ps 120–134 als Lieder- und Gebetbuch für eine geistliche, meditative (»poetische«) Wallfahrt zum Zion versteht, mit dem man sich in die Segenswelt des Zionsgottes hineinbetet - mag man dabei fern vom Zion, unterwegs zum Zion oder auf dem Zion selbst sein.“

### Lieder des Leviten-Chors auf einer Tempeltreppe
Für eine liturgische Verortung der Psalmen wird gern ein Text aus der Mischna herangezogen: Während des Sukkotfestes fand ein sehr populäres nächtliches Ritual des Wasserschöpfens statt. Die Leviten standen mit ihren Musikinstrumenten „auf den fünfzehn Stufen, die vom Vorhof Israels in den Frauenvorhof hinabführen, entsprechend den fünfzehn Stufenliedern in den Psalmen. Auf ihnen also standen die Leviten mit ihren Musikinstrumenten und sangen Lieder.“
Dem entspricht, dass die Überschrift in der Septuaginta-Fassung „Lied der Stufen“ (ῲδὴ τῶν ἀναβαθμῶν odē tōn anabathmōn) heißt, ebenso in der Vulgata (Canticum graduum), daher auch die Bezeichnung als „Gradualpsalmen“. In der Lutherbibel lautete die Überschrift bis 1912: „Ein Lied im höhern Chor“; dahinter steht die gleiche Tradition. 

## Kohärenz der Sammlung
Sprachliche Besonderheiten erweisen die Zusammengehörigkeit der fünfzehn Psalmen. Am wichtigsten ist die Verwendung von ש־ anstelle von אשר, außerdem gibt es viele Aramaismen. Wiederholungen und typische Stilmittel (Anacrucis und Anadiplose) heben Psalm 120 bis 134 schon beim Durchlesen auffällig vom Rest des Psalmbuches ab. Psalm 132 nimmt u. a. durch seine Länge eine Sonderstellung im Wallfahrtspsalter ein.

## Zionstheologie
„Zion“ ist das thematische Zentrum des Wallfahrtspsalters, es ist aber Unterschiedliches damit gemeint:
1. der Name eines Berges (Psalm 125,1);
2. der Jerusalemer Tempel (Psalm 128,5);
3. die soziale Wirklichkeit des Volks Israel (Psalm 126,1).

## Segenstheologie
Ein weiterer Schlüsselbegriff ist „Segen“, wobei es das Besondere des Wallfahrtspsalters ausmacht, dass dieser (vom Zion ausgehende) Segen im Alltag konkret wird. Der Wallfahrtspsalter ist wenig interessiert am Vollzug von Ritualen im Tempel; die im Tempel anwesenden Priester werden einfach als Mitglieder des Volkes Israel gewürdigt.

## Rezeption

### Judentum
Die Psalmen 120 bis 134 werden im Winter an jedem Sabbatnachmittag rezitiert, und zwar vom Sabbat nach dem Laubhüttenfest, an dem ein neuer Tora-Lesezyklus mit der Schöpfungsgeschichte beginnt, bis zum Sabbat vor dem Pessachfest. Im Sommer studiert man stattdessen ein Kapitel aus dem Mischnatraktat Pirke Avot.